# Bibliothèque Anna Amalia
La bibliothèque Anna Amalia (en allemand : Herzogin Anna Amalia Bibliothek), nommée d'après la duchesse Anne-Amélie de Brunswick, est une bibliothèque située à Weimar, en Allemagne. Ses collections majeures se composent de classiques de la littérature allemande ainsi que de documents historiques. Le 2 septembre 2004, la bibliothèque est victime d'un incendie dans lequel 50 000 livres sont détruits et 118 000 endommagés.

## Édifice et architecture

### Historique du bâtiment
Le bâtiment actuel de la bibliothèque a été construit entre 1562 et 1565 et était surnommé le « petit château français » en raison de son style renaissance, ou bien le « château vert » (grünes Schloss).
Il est réaménagé en 1766 et à cette occasion a été construite la salle Rococo, de forme ovale et de style rococo, contenant aujourd'hui 40 000 ouvrages et une collection de bustes et peintures. Dans la première moitié du XIXe siècle et à la demande de Goethe, une ancienne tour des remparts est reconstruite en vue d'être intégrée à la bibliothèque : l'escalier en spirale qui se trouve à l'intérieur fut creusé dans un seul tronc de chêne.

Depuis 1991, il existe également une partie du bâtiment destinée à l'étude et à la recherche : il s'agit du « cube de livres » (der Bücherkubus).

### Patrimoine mondial de l'UNESCO

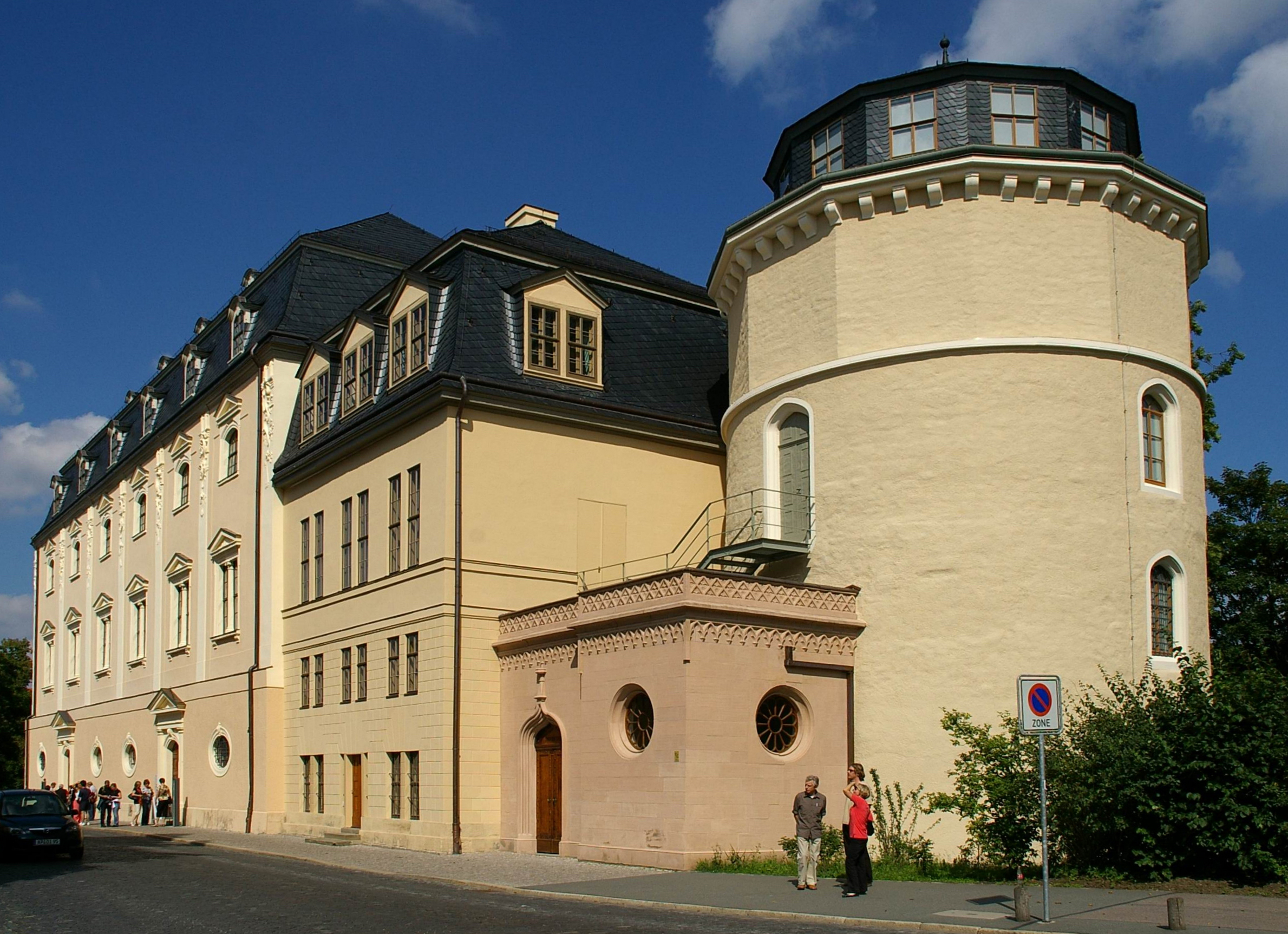
La bibliothèque Anna Amalia vue de l'extérieur

Le site de Weimar-Klassik est inscrit au patrimoine mondial de l'UNESCO depuis 1998. Au total, douze sites ont été inscrits :
- La demeure de Goethe
- La maison (de) de Friedrich Schiller
- L'église, la maison (de) et l’ancien lycée (de) de Herder
- Le Château et ensemble résidentiel appelé « Bastille » (ou « Petit château français »)
- Le Palais de la douairière (de) (Wittumspalais)
- La bibliothèque de la duchesse Anne-Amélie
- Le parc sur l'Ilm (de) avec la maison romaine (de)
- Le Château, l'Orangerie et le Parc du Belvédère
- Le Château et parc d'Ettersburg (de)
- Le Château et parc de Tiefurt
- Le Caveau princier de Weimar (de)
- Le cimetière historique de Weimar (de)

Cette sélection de lieux et monuments est censée représenter au mieux l'époque où Weimar était un grand centre culturel, entre la moitié du XVIIIe siècle et la moitié du XIXe siècle, époque du classicisme de Weimar.

## Histoire

### La duchesse Anne-Amélie et la fondation de la bibliothèque

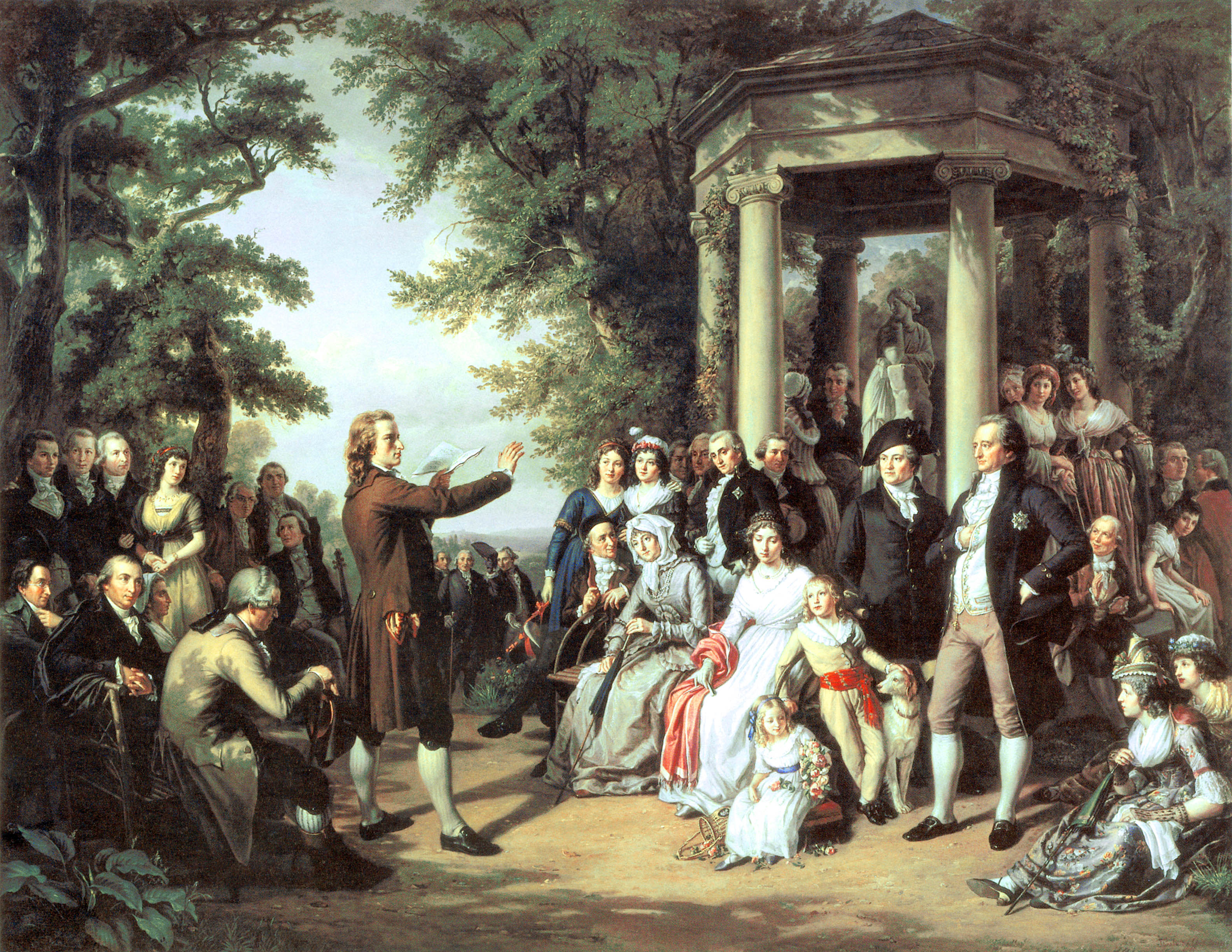
Friedrich Schiller lit à Tiefurt, au Temple des Muses. Goethe se trouve debout à droite. Tableau de Theobald von Oer

Anne-Amélie de Brunswick est la duchesse de Saxe-Weimar-Einsenach et régente de 1758 à 1775. C'est sous son règne que va naître le classicisme de Weimar, un mouvement littéraire de la fin du XVIIIe siècle. En effet, dès 1761, la duchesse transforme le château ducal en une bibliothèque afin d'y accueillir la collection princière qui s'agrandit depuis 1691. Duchesse régente, elle souhaite trouver un précepteur pour ses deux fils Charles-Auguste et Constantin : elle fait ainsi venir Christoph Martin Wieland à sa cour, un homme de lettres connu pour ses traductions de Shakespeare. Weimar commence à devenir un centre littéraire et musical important.

### Goethe et la bibliothèque
Cette première présence littéraire de renom est complétée par Goethe à partir de 1775. La duchesse le fait venir à la cour d'abord en tant qu'attaché, puis en tant que conseiller secret de légation (Geheimer Rat) dès 1776. La même année, il invite Johann Gottfried von Herder à Weimar en lui proposant une offre de surintendant. Puis, de retour à Weimar après son voyage en Italie, Goethe est nommé directeur de la bibliothèque de 1797 à 1832. Grâce à lui, les collections de la bibliothèque se sont considérablement enrichies : le nombre de documents a doublé pour atteindre 80 000 ouvrages. La bibliothèque a été fourni d'un montant considérable de publications françaises par la librairie internationale Treuttel et Würtz. De même, il est le premier à rédiger un règlement intérieur, lequel autorise seulement les habitants du duché à consulter les ouvrages. En 1799, alors qu'il entretient une relation épistolaire avec lui, Goethe invite Friedrich von Schiller à venir à Weimar : ensemble, ils dirigent notamment le théâtre de la cour ducale. La présence de ces quatre écrivains vaut à Weimar sa réputation et son classicisme.

### DuXIXesiècleauXXIesiècle
La bibliothèque jouit d'une grande renommée, notamment grâce à son directeur Goethe. Au milieu du xixe siècle, elle devient un lieu touristique. Les collections sont mises à disposition de tout le monde à partir de 1918, après la mise en place de la république de Weimar. Pendant les guerres mondiales, elle ne subit aucun dégât. Mais à la suite de la Seconde Guerre mondiale, la bibliothèque est rattachée au régime communiste au « centres et monuments nationaux de la recherche sur le classicisme allemand »
En 1969, elle change de nom pour devenir la « bibliothèque centrale du classicisme » et doit à ce titre s'occuper de collecter toute la littérature classique allemande, de 1750 à 1850. Ce n'est qu'en 1991 que la bibliothèque prend le nom de la duchesse et est désormais rattachée à la fondation « Weimarer-Klassik ».

## L'incendie de 2004

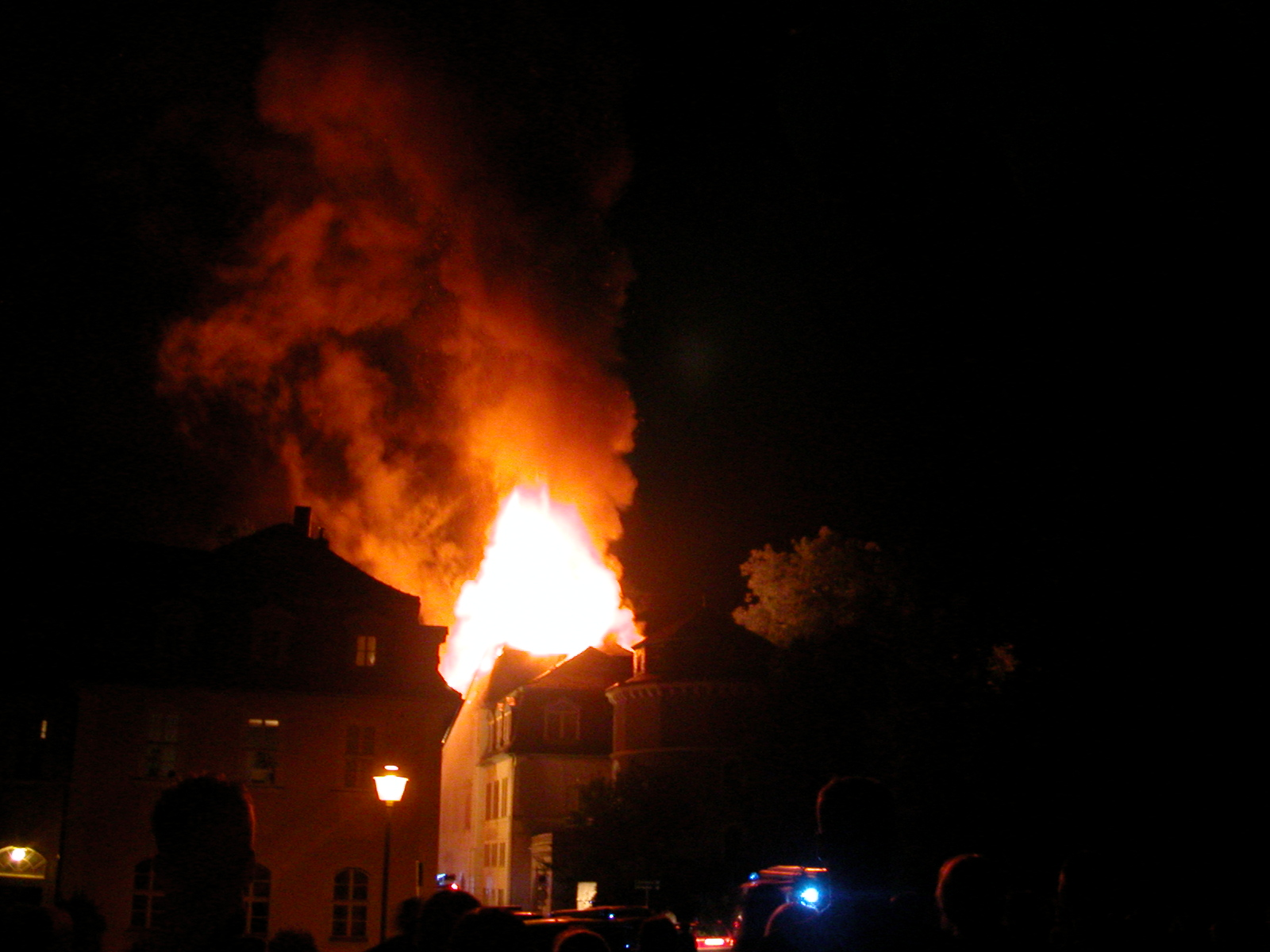
La bibliothèque en feu

### Déroulement de l'incendie et pertes
Le soir du 2 septembre 2004, un incendie se déclare dans le grenier de la bibliothèque, aux environs de 20 h 30. Au moment de l'incendie, le bâtiment compte 196 000 livres tandis que les quelque 800 000 autres se trouvent stockés ailleurs en ville. Alors que les pompiers sont en train d'arriver, plusieurs employés de la bibliothèque et des habitants de la ville forment une chaîne dans l'espoir de sauver des livres précieux, des statuts et des tableaux qui se trouvaient dans la salle rococo. Ils parviendront à en sauver 12 000. Une partie des combles s'est ensuite effondrée dans la salle : pour maîtriser l'incendie, les 300 pompiers ont dû utiliser des jets d'eau et ainsi inonder quelque 62 000 ouvrages. Au total, 50 000 pièces de la collection sont perdues, et les pertes sont estimées à 67 000 000 d'euros. Parmi les 118 000 ouvrages endommagés, 62 000 ont été touchés partiellement par le feu puis inondés et les 52 000 restants étaient contaminés par de la suie, de la fumée et d'autres substances polluantes.

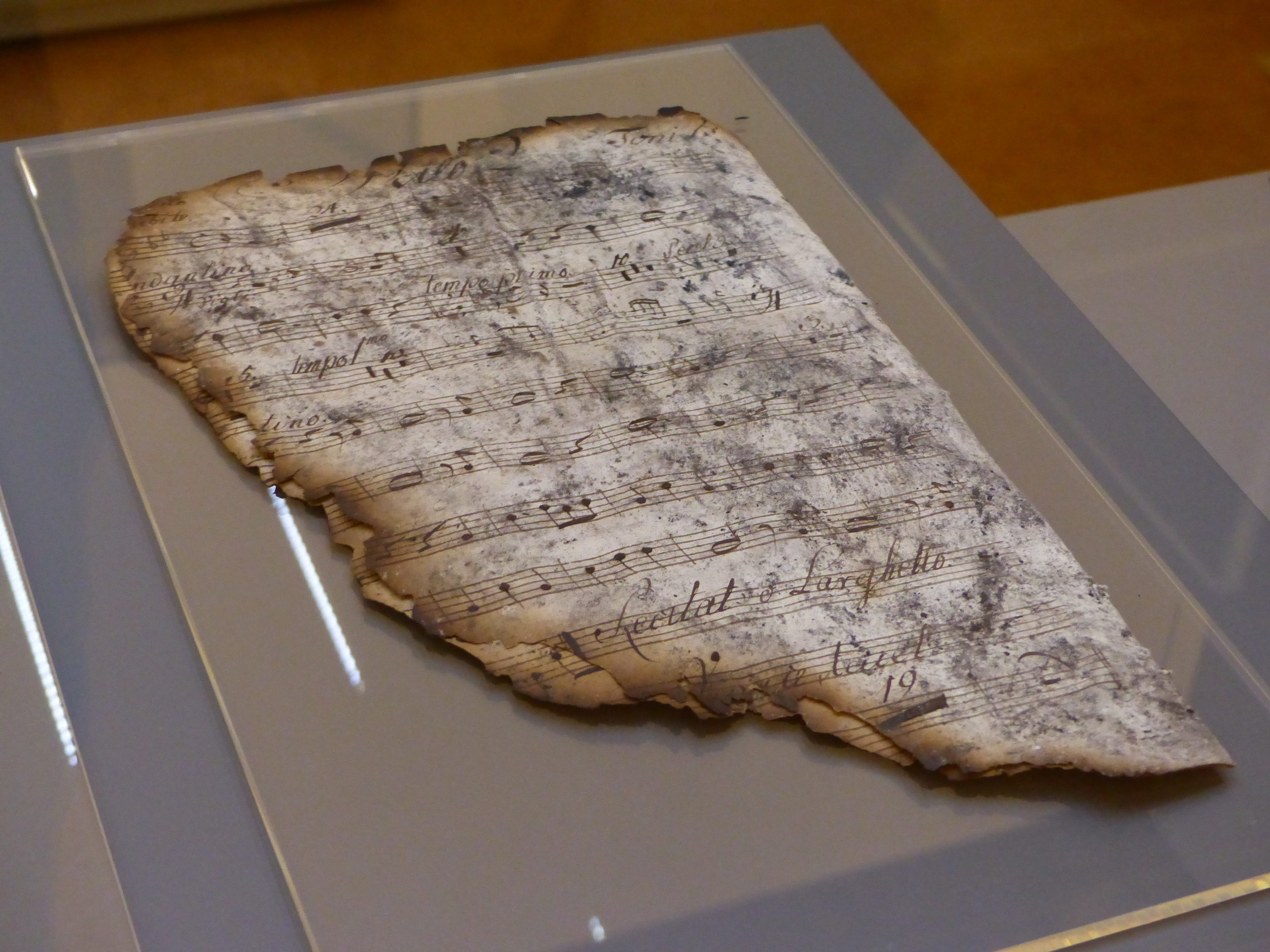
Exposition sur la restauration de la bibliothèque, partition brûlée

### La campagne de reconstruction et de restauration
L'ampleur des travaux est estimée à 11,9 millions d'euros. Le bâtiment n'est que partiellement endommagé au lendemain de l'incendie. La charpente et les combles sont à reconstruire, mais les fondations de l'édifice ne nécessitent aucuns travaux. L'intérieur du bâtiment, et surtout la salle rococo, est fidèle à celui d'avant l'incendie : c'était la volonté des architectes. Walther Grunwald est architecte en chef de la reconstruction de la bibliothèque.

Dès le mois de septembre 2004, une base de données a été créée afin de répertorier tous les ouvrages perdus à jamais. Un appel aux dons fut lancé et l'argent récolté devait permettre à la bibliothèque d'acquérir les ouvrages manquants. Ainsi, dans un élan de générosité, plusieurs bibliothèques allemandes ont accepté d'offrir des titres qu'elles avaient en double exemplaire.
Entre 2004 à 2018, les 56 000 ouvrages contaminés par la fumée ou la suie ont été restaurés, par 27 ateliers de restauration partout en Europe. Directement après l'incendie, les ouvrages qui étaient trempés ont été mis dans des sachets plastiques avant d'être congelés et envoyés dans un centre de restauration à Leipzig, puis séchés.
La bibliothèque a rouvert le 24 octobre 2007 (jour de l'anniversaire de naissance de la duchesse), en présence de Horst Köhler.

## Collections
La bibliothèque Anna Amalia compte en 2022 environ 1 million de documents datant du IXe siècle pour les plus vieux au XXIe siècle pour les plus récents. Cette liste est non-exhaustive :
- Une Bible de Luther datant de 1534 a été sauvée de l'incendie[16].
- La plus grande collection de Faust au monde avec près de 3 900 tomes.
- Environ 2 000 manuscrits du Moyen Âge.
- Une grande collection de cartes historiques, réunissant 8 400 documents.
- Un grand nombre de partitions, parmi lesquelles on retrouve notamment Jean-Sébastien Bach.
- Des livres d'amitiés achetés par Goethe lorsqu'il était bibliothécaire.